# Cyrtandra dallasensis
Cyrtandra dallasensis är en tvåhjärtbladig växtart som beskrevs av Brian Laurence Burtt. Cyrtandra dallasensis ingår i släktet Cyrtandra och familjen Gesneriaceae. Inga underarter finns listade i Catalogue of Life.